# Liste de l'observatoire mondial des monuments
Le Fonds mondial pour les monuments publie tous les deux ans une liste de 100 bâtiments et chefs-d’œuvre de l’architecture parmi les plus menacés
- Liste de l'observatoire mondial des monuments (1996)
- Liste de l'observatoire mondial des monuments (1998)
- Liste de l'observatoire mondial des monuments (2000)
- Liste de l'observatoire mondial des monuments (2002)
- Liste de l'observatoire mondial des monuments (2004)
- Liste de l'observatoire mondial des monuments (2006)
- Liste de l'observatoire mondial des monuments (2008)
- Liste de l'observatoire mondial des monuments (2010)
- Liste de l'observatoire mondial des monuments (2012)
- Liste de l'observatoire mondial des monuments (2014)
- Liste de l'observatoire mondial des monuments (2016)
- Liste de l'observatoire mondial des monuments (2018)
- Liste de l'observatoire mondial des monuments (2020)
- Liste de l'observatoire mondial des monuments (2022)
- Liste de l'observatoire mondial des monuments (2025)